# China nos Jogos Olímpicos de Inverno de 1988
China participou dos Jogos Olímpicos de Inverno de 1988, realizados em Calgary, no Canadá. 
Foi a terceira aparição do país nos Jogos Olímpicos de Inverno, onde foi representado por 13 atletas, sendo seis homens e sete mulheres, que competiram em três esportes.

## Competidores
Esta foi a participação por modalidade nesta edição:
| Esporte                 | Masculino | Feminino | Total |
| ----------------------- | --------- | -------- | ----- |
| Esqui cross-country     | 1         | 2        | 3     |
| Patinação artística     | 3         | 3        | 6     |
| Patinação de velocidade | 2         | 2        | 4     |
| Total                   | 6         | 7        | 13    |

## Desempenho

### Esqui cross-country
Masculino
| Atleta   | Evento         | Tempo     | Pos. | Ref.  |
| -------- | -------------- | --------- | ---- | ----- |
| Zhao Jun | 15 km clássico | 50:55.2   | 74º  | [ 3 ] |
| Zhao Jun | 30 km clássico | 1:39:13.9 | 64º  | [ 4 ] |

Feminino
| Atleta      | Evento         | Tempo     | Pos. | Ref.  |
| ----------- | -------------- | --------- | ---- | ----- |
| Wang Jinfen | 5 km clássico  | DNF       | DNF  | [ 5 ] |
| Wang Jinfen | 10 km clássico | 38:47.7   | 51º  | [ 6 ] |
| Tang Yuqin  | 20 km livre    | 1:06:50.1 | 47º  | [ 7 ] |

### Patinação artística
Masculino
| Atleta       | Evento     | FC | PC | PL | Pontos | Pos. | Ref.  |
| ------------ | ---------- | -- | -- | -- | ------ | ---- | ----- |
| Zhang Zhubin | Individual | 22 | 18 | 19 | 39.4   | 20º  | [ 8 ] |

Feminino
| Atleta       | Evento     | FC | PC | PL          | Pontos      | Pos. | Ref.  |
| ------------ | ---------- | -- | -- | ----------- | ----------- | ---- | ----- |
| Jiang Yibing | Individual | 23 | 28 | Não avançou | Não avançou | 26º  | [ 9 ] |

Misto
| Atleta                  | Evento        | DC | PC/DO | PL/DL | Pontos | Pos. | Ref.   |
| ----------------------- | ------------- | -- | ----- | ----- | ------ | ---- | ------ |
| Mei Zhibin Li Wei       | Duplas        | —  | 15    | 14    | 24.5   | 14º  | [ 10 ] |
| Liu Luyang Zhao Xiaolei | Dança no gelo | 19 | 19    | 19    | 38.0   | 19º  | [ 11 ] |

### Patinação de velocidade
Masculino
| Atleta     | Evento  | Tempo    | Pos. | Ref.   |
| ---------- | ------- | -------- | ---- | ------ |
| Liu Yanfei | 1500 m  | 1:57.38  | 31º  | [ 12 ] |
| Lu Shuhai  | 10000 m | 14:49.52 | 29º  | [ 13 ] |

Feminino
| Atleta       | Evento | Tempo   | Pos. | Ref.   |
| ------------ | ------ | ------- | ---- | ------ |
| Zhang Qing   | 3000 m | 4:30.19 | 21º  | [ 14 ] |
| Wang Xiaoyan | 5000 m | 7:46.30 | 16º  | [ 15 ] |

Legenda
| Recorde mundial      | Recorde mundial (World record)               |                       | Recorde africano                      | Recorde africano (African) |                                           | Q | Classificado por posição (Qualified) |
| Recorde olímpico     | Recorde olímpico (Olympic record)            | Recorde da América    | Recorde da América (Americas)         | q                          | Classificado por melhor tempo (Qualified) |   |                                      |
| Melhor marca do ano  | Melhor marca do ano (World leading)          | Recorde asiático      | Recorde asiático (Asian)              | DNS                        | Não largou (Did not start)                |   |                                      |
| Recorde nacional     | Recorde nacional (National record)           | Recorde europeu       | Recorde europeu (European)            | DNF                        | Não terminou (Did not finish)             |   |                                      |
| Recorde pessoal      | Recorde pessoal do atleta (Personal best)    | Recorde da Oceania    | Recorde da Oceania (Oceania)          | DSQ / DQ                   | Desclassificado (Disqualified)            |   |                                      |
| Recorde da temporada | Recorde da temporada do atleta (Season best) | Recorde sul-americano | Recorde sul-americano (South America) | NM                         | Sem marca (No mark)                       |   |                                      |